# Governo por algoritmo
Governo por algoritmo (também conhecido como governo dos algoritmos, regulação algorítmica, regulação por algoritmos, governança algorítmica, governança algocrática, ordem legal algorítmica ou algocracia) é uma forma alternativa de governo ou ordenamento social, onde o uso de algoritmos de computador, especialmente de inteligência artificial e blockchain, é aplicado a regulações, aplicação da lei e, geralmente, qualquer aspecto da vida cotidiana, como transporte ou registro de terras. O termo 'governo por algoritmo' apareceu na literatura acadêmica como uma alternativa para 'governança algorítmica' em 2013. Um termo relacionado, regulação algorítmica é definido como o estabelecimento do padrão, monitoramento e modificação de comportamento por meio de algoritmos computacionais— automação do judiciário faz parte de seu escopo.
O governo por algoritmo levanta novos desafios que não são captados na literatura do governo eletrônico e na prática da administração pública. Algumas fontes equiparam a ciberocracia, que é uma forma hipotética de governo que rege pelo uso efetivo da informação, com a governança algorítmica, embora os algoritmos não sejam o único meio de processamento da informação. Nello Cristianini e Teresa Scantamburlo argumentaram que a combinação de uma sociedade humana e uma regulação algorítmica forma uma máquina social.

## História
Em 1962, o diretor do Instituto para Problemas de Transmissão de Informação da Academia Russa de Ciências de Moscou (posteriormente Instituto Kharkevich), Alexander Kharkevich, publicou um artigo na revista "Comunista" sobre uma rede de computadores para processamento de informações e controle da economia. Na verdade, ele propôs fazer uma rede como a Internet moderna para as necessidades de governança algorítmica.
Entre 1971 e 1973, o governo chileno realizou o Projeto Cybersyn durante a presidência de Salvador Allende. Este projeto teve como objetivo a construção de um sistema distribuído de apoio às decisões para melhorar a gestão da economia nacional.

Também nas décadas de 1960 e 1970, Herbert A. Simon defendeu os sistemas especialistas como ferramentas de racionalização e avaliação do comportamento administrativo. A automação de processos baseados em regras foi uma ambição dos órgãos fiscais ao longo de muitas décadas, resultando em sucessos variáveis. Os primeiros trabalhos deste período incluem o influente projeto TAXMAN de Thorne McCarty nos Estados Unidos e o projeto LEGOL de Ronald Stamper no Reino Unido. Em 1993, o cientista da computação Paul Cockshott da Universidade de Glasgow e o economista Allin Cottrell da Universidade Wake Forest publicaram o livro Towards a New Socialism, no qual afirmam demonstrar a possibilidade de uma economia planejada democraticamente baseada na moderna tecnologia da computação. O Honorável Juiz Michael Kirby publicou um artigo em 1998, no qual expressou otimismo de que as tecnologias de computador então disponíveis, como o sistema jurídico especializado, poderiam evoluir para sistemas de computador, o que afetaria fortemente a prática dos tribunais. Em 2006, o advogado Lawrence Lessig, conhecido pelo slogan "Código é lei", escreveu:

"A mão invisível do ciberespaço está construindo uma arquitetura que é exatamente o oposto de sua arquitetura original. Essa mão invisível, empurrada pelo governo e pelo comércio, está construindo uma arquitetura que aperfeiçoará o controle e tornará possível uma regulamentação altamente eficiente."

Desde a década de 2000, algoritmos foram projetados e usados para analisar automaticamente os vídeos de vigilância.
O sociólogo A. Aneesh usou a ideia de governança algorítmica em 2002 em sua teoria da algocracia. Aneesh diferenciava sistemas algocráticos de sistemas burocráticos (regulamentação legal-racional), bem como sistemas baseados no mercado (regulamentação baseada em preços).

Em 2013, a regulamentação algorítmica foi cunhada por Tim O'Reilly, fundador e CEO da O'Reilly Media Inc:
Às vezes, as "regras" nem mesmo são regras. Gordon Bruce, ex-CIO da cidade de Honolulu, explicou-me que, quando entrou no governo vindo do setor privado e tentou fazer mudanças, disseram-lhe: "Isso é contra a lei". Sua resposta foi "OK. Mostre-me a lei". "Bem, não é realmente uma lei. É um regulamento." "OK. Mostre-me o regulamento."Bem, não é realmente um regulamento. É uma política que foi posta em prática pelo Sr. Alguém há vinte anos." "Ótimo. Podemos mudar isso!"

[...] As leis devem especificar objetivos, direitos, resultados, autoridades e limites. Se especificadas de forma ampla, essas leis podem resistir ao teste do tempo. Os regulamentos, que especificam como executar essas leis com muito mais detalhes, devem ser considerados quase da mesma maneira que os programadores consideram seu código e algoritmos, ou seja, como um conjunto de ferramentas constantemente atualizado para alcançar os resultados especificados nas leis. [...] é hora de o governo entrar na era do big data. A regulação algorítmica é uma ideia cuja hora chegou.
Em 2017, o Ministério da Justiça da Ucrânia realizou leilões experimentais do governo usando a tecnologia blockchain para garantir a transparência e impedir a corrupção nas transações governamentais. "Governo por algoritmo?" foi o tema central apresentado na conferência Data for Policy 2017, realizada de 6 a 7 de setembro de 2017 em Londres, Reino Unido.

## Exemplos

### Cidades inteligentes
Uma cidade inteligente é uma área urbana, onde os dados de vigilância coletados são usados para melhorar várias operações nessa área. O aumento do poder computacional permite uma tomada de decisão mais automatizada e a substituição de órgãos públicos por governança algorítmica. Em particular, o uso combinado de inteligência artificial e blockchains para IoT pode levar à criação de ecossistemas de cidades inteligentes sustentáveis. A iluminação pública inteligente em Glasgow é um exemplo dos benefícios trazidos pela aplicação governamental de algoritmos de IA.
O milionário de criptomoeda, Jeffrey Berns, propôs administrar governos locais por empresas de tecnologia em Nevada em 2021. Berns comprou 67.000 acres (271 km²) no condado rural de Storey em Nevada por $170.000.000 (£121.000.000) em 2018 para desenvolver uma cidade inteligente com mais de 36.000 residentes, gerando uma produção anual de $4.600.000.000. Criptomoeda será permitida para pagamentos.

### Sistemas de reputação
Tim O'Reilly sugeriu que as fontes de dados e os sistemas de reputação combinados na regulamentação algorítmica podem superar as regulamentações tradicionais. Por exemplo, uma vez que os motoristas de táxi são avaliados pelos passageiros, a qualidade de seus serviços melhorará automaticamente e "os motoristas que prestam serviços inadequados são eliminados". A sugestão de O'Reilly é baseada no conceito de controle teórico de loop de feedback - melhorias e desaprovações de reputação impõem o comportamento desejado. O uso de feed-loops para a gestão de sistemas sociais já foi sugerido anteriormente em cibernética de gestão por Stafford Beer.
O sistema de crédito social chinês está intimamente relacionado aos sistemas de vigilância em massa da China, como o Skynet, que incorpora sistema de reconhecimento facial, tecnologia de análise de big data e IA. Este sistema fornece avaliações de confiabilidade de indivíduos e empresas. Dentre os comportamentos considerados de má conduta pelo sistema, cita-se a travessia (fora da faixa de pedestres) e a separação incorreta dos resíduos pessoais. O comportamento listado como fatores positivos de classificações de crédito inclui doar sangue, doar para instituições de caridade, voluntariado para serviços comunitários e assim por diante. O Sistema de Crédito Social Chinês permite punições à cidadãos "não confiáveis", como negar a compra de passagens, e recompensas para cidadãos "confiáveis", como menos tempo de espera em hospitais e agências governamentais.

### Contratos inteligentes
Contratos inteligentes, criptomoedas e Organização Autônoma Descentralizada são mencionados como meios de substituir as formas tradicionais de governança.  Criptomoedas são moedas ativadas por algoritmos sem um banco central governamental. A moeda digital do banco central geralmente emprega tecnologia semelhante, mas é diferente do fato de usar um banco central. Em breve, será empregado por grandes sindicatos e governos, como a União Europeia e a China. Contratos inteligentes são contratos auto-executáveis, cujos objetivos são a redução da necessidade de intermediários governamentais, arbitragens e custos de execução. Uma organização autônoma descentralizada é uma organização representada por contratos inteligentes que são transparentes, controlados por acionistas e não influenciados por um governo central. Contratos inteligentes foram discutidos para uso em aplicações como o uso em contratos de trabalho (temporários) e transferência automática de fundos e propriedade (ou seja, herança, mediante registro de uma certidão de óbito). Alguns países, como a Geórgia e a Suécia, já lançaram programas de blockchain com foco na propriedade (títulos de terra e propriedade imobiliária). A Ucrânia também está analisando outras áreas, como registros estaduais.

### Algoritmos em agências governamentais
De acordo com um estudo da Universidade de Stanford, 45% das agências federais dos EUA estudadas experimentaram IA e ferramentas de aprendizado de máquina relacionadas (ML) até 2020. As agências federais dos EUA contabilizaram o seguinte número de aplicativos de inteligência artificial.
53% desses aplicativos foram produzidos por especialistas internos. Os fornecedores comerciais de aplicações residuais incluem Palantir Technologies.
A partir de 2012, o NOPD iniciou uma colaboração com a Palantir Technologies no campo do policiamento preditivo. Além do software Gotham da Palantir, outro similar (software de análise numérica) usado por agências policiais (como o NCRIC) inclui o SAS.
Algumas áreas urbanas também usam localizadores de tiros, que são sistemas que detectam e transmitem a localização de tiros ou outras armas usando sensores acústicos, ópticos ou outros tipos de sensores.
Muitos governos empregam sistemas automatizados de identificação de impressão digital. Eles empregam algoritmos de correspondência de impressão digital.
Os policiais de vários países também usam câmeras de corpos policiais.
Na luta contra a lavagem de dinheiro, o FinCEN emprega o FinCEN Artificial Intelligence System (FAIS).
As entidades e organizações nacionais de administração de saúde, como a AHIMA (American Health Information Management Association), mantêm registros médicos. Os registros médicos servem como repositório central para o planejamento do atendimento ao paciente e documentação da comunicação entre o paciente e o provedor de saúde e os profissionais que contribuem com o atendimento ao paciente. Na UE, estão em curso trabalhos sobre um Espaço Europeu de Dados sobre Saúde que apoia a utilização de dados sobre saúde.
Na Estônia, a inteligência artificial é usada em seu governo eletrônico para torná-lo mais automatizado e integrado. Um assistente virtual guiará os cidadãos em qualquer interação que eles tenham com o governo. Serviços automatizados e proativos "empurram" os serviços para os cidadãos em eventos importantes de suas vidas (incluindo nascimentos, luto, desemprego...). Um exemplo é o registro automatizado de bebês quando nascem. O sistema X-Road da Estônia também será reconstruído para incluir ainda mais controle de privacidade e responsabilidade na maneira como o governo usa os dados dos cidadãos.
Na Costa Rica, foi investigada a possível digitalização das atividades de compras públicas (ou seja, licitações para obras públicas, ...). O artigo que discute essa possibilidade menciona que o uso de TIC em aquisições tem vários benefícios, como aumentar a transparência, facilitar o acesso digital a licitações públicas, reduzir a interação direta entre funcionários de compras e empresas em momentos de alto risco de integridade, aumentar o alcance e a concorrência, e mais fácil detecção de irregularidades.
As licitações também são utilizadas para obter reduções de emissões (licitações de baixo carbono).
Além de usar leilões eletrônicos para obras públicas regulares (construção de edifícios, estradas, ...), os leilões eletrônicos também podem ser usados para projetos de reflorestamento e outros projetos que envolvem a redução da pegada de carbono. Estes projetos podem fazer parte dos planos de contribuições determinados nacionalmente, a fim de atingir as metas do acordo nacional de Paris
O software de auditoria de compras governamentais também pode ser usado. As auditorias são realizadas em alguns países após o recebimento dos subsídios.
Algumas agências governamentais fornecem sistemas de rastreamento e rastreamento para os serviços que oferecem. Um exemplo é rastrear e rastrear pedidos feitos por cidadãos (ou seja, aquisição de carteira de motorista).
Alguns serviços do governo usam o sistema de rastreamento de problemas para monitorar problemas em andamento. Os sistemas de rastreamento de problemas podem mostrar todas as tarefas ainda a serem realizadas pelo governo (em uma fila de espera), tarefas concluídas, tarefas em andamento, sequência de pedidos... Tarefas concluídas podem também estar previsto com o relatório, mostrando o que exatamente tem sido feito sobre o assunto.

### Justiça por algoritmo
O software COMPAS é usado nos EUA para avaliar o risco de reincidência nos tribunais.
De acordo com a declaração do Tribunal da Internet de Pequim, a China é o primeiro país a criar um tribunal da Internet ou um tribunal cibernético. A juíza chinesa de IA é uma recriação virtual de uma juíza real. Ela "ajudará os juízes do tribunal a concluir o trabalho básico repetitivo, incluindo a recepção de litígios, permitindo que os profissionais se concentrem melhor em seu trabalho de julgamento".
A Estônia também planeja empregar inteligência artificial para decidir casos de pequenas causas de menos de €7.000.
Lawbots podem realizar tarefas que normalmente são feitas por paralegais ou jovens associados em escritórios de advocacia. Uma solução de IA legal notável para os escritórios de advocacia é o ROSS, que tem sido usado por escritórios de advocacia dos EUA para auxiliar em pesquisas jurídicas, mas já existem centenas de soluções de IA legal que operam de várias maneiras, variando em sofisticação e dependência de algoritmos de script. Outro aplicativo de chatbot de tecnologia legal notável é o DoNotPay.

### IA na educação
Devido à pandemia de COVID-19 em 2020, os exames finais presenciais eram impossíveis para milhares de alunos. A escola pública de Westminster empregou algoritmos para atribuir notas. O Departamento de Educação do Reino Unido também empregou um cálculo estatístico para atribuir notas finais devido à pandemia.
Além do uso na avaliação, os sistemas de software e IA também estão otimizando os cursos e são usados na preparação para exames de admissão à faculdade.
Assistentes de ensino de IA estão sendo desenvolvidos e usados para a educação (ou seja, Jill Watson da Georgia Tech) e também há um debate em andamento sobre se talvez os professores possam ser totalmente substituídos por sistemas de IA (ou seja, no ensino doméstico).

### Políticos de IA
Em 2018, um ativista chamado Michihito Matsuda concorreu a prefeito na área da cidade de Tama, em Tóquio, como representante humano de um programa de inteligência artificial. Enquanto cartazes eleitorais e material de campanha usavam o termo robô e exibiam imagens de estoque de um andróide feminino, o "prefeito de IA" era na verdade um algoritmo de aprendizado de máquina treinado usando conjuntos de dados da cidade de Tama. O projeto foi apoiado pelos executivos de alto nível Tetsuzo Matsumoto da Softbank e Norio Murakami do Google. Michihito Matsuda ficou em terceiro lugar na eleição, sendo derrotado por Hiroyuki Abe. Os organizadores alegaram que o 'prefeito da IA' foi programado para analisar petições de cidadãos apresentadas ao conselho municipal de uma forma mais 'justa e equilibrada' do que os políticos humanos.
Em 2019, o messenger chatbot SAM com IA participou das discussões nas redes sociais conectadas a uma corrida eleitoral na Nova Zelândia. O criador do SAM, Nick Gerritsen, acredita que o SAM estará avançado o suficiente para se candidatar até o final de 2020, quando a Nova Zelândia terá sua próxima eleição geral.

### Gestão de epidemias
Em fevereiro de 2020, a China lançou um aplicativo móvel para lidar com o surto de Coronavirus chamado "detector de contato próximo". Os usuários são solicitados a inserir seu nome e número de identificação. O aplicativo é capaz de detectar "contato próximo" usando dados de vigilância (ou seja, usando registros de transporte público, incluindo trens e voos) e, portanto, um risco potencial de infecção. Cada usuário também pode verificar o status de três outros usuários. Para fazer esta consulta, os usuários escaneiam um código de resposta rápida (QR) em seus smartphones usando aplicativos como Alipay ou WeChat. O detector de contato próximo pode ser acessado por meio de aplicativos móveis populares, incluindo Alipay. Se um risco potencial for detectado, o aplicativo não apenas recomenda a auto-quarentena, mas também alerta as autoridades de saúde locais.
Alipay também possui o Código de Saúde Alipay, que é usado para manter os cidadãos seguros. Este sistema gera um código QR em uma das três cores (verde, amarelo ou vermelho) depois que os usuários preenchem um formulário no Alipay com dados pessoais. Um código verde permite que o titular se mova sem restrições. Um código amarelo exige que o usuário fique em casa por sete dias e vermelho significa uma quarentena de duas semanas. Em algumas cidades, como Hangzhou, tornou-se quase impossível se locomover sem mostrar seu código Alipay.
Em Cannes, França, um software de monitoramento foi usado em filmagens feitas por câmeras de CFTV, permitindo monitorar sua conformidade com o distanciamento social local e o uso de máscara durante a pandemia de COVID-19. O sistema não armazena dados de identificação, mas permite alertar as autoridades municipais e a polícia quando forem detectadas violações das regras de uso da máscara (permitindo que sejam aplicadas multas quando necessário). Os algoritmos utilizados pelo software de monitoramento podem ser incorporados aos sistemas de vigilância existentes em espaços públicos (hospitais, estações, aeroportos, shopping centers, ...)
Dados de telefones celulares são usados para localizar pacientes infectados na Coreia do Sul, Taiwan, Singapura e outros países. Em março de 2020, o governo israelense habilitou agências de segurança a rastrear dados de telefones celulares de pessoas supostamente com coronavírus. A medida foi tomada para impor a quarentena e proteger aqueles que podem entrar em contato com cidadãos infectados. Também em março de 2020, a Deutsche Telekom compartilhou dados privados de telefones celulares com a agência do governo federal, Instituto Robert Koch, a fim de pesquisar e prevenir a disseminação do vírus. A Rússia implantou tecnologia de reconhecimento facial para detectar violações da quarentena. O comissário italiano regional de saúde, Giulio Gallera, disse que "40% das pessoas continuam andando por ai de qualquer maneira", conforme informado pelas operadoras de telefonia móvel. Nos EUA, Europa e Reino Unido, a Palantir Technologies é responsável por fornecer os serviços de rastreamento do COVID-19.

### Prevenção e administração de desastres naturais
Tsunamis podem ser detectados por sistemas de alerta de tsunami. Eles podem fazer uso de IA. As inundações também podem ser detectadas usando sistemas de IA. As áreas de reprodução de gafanhotos podem ser aproximadas usando aprendizado de máquina, o que pode ajudar a impedir os enxames de gafanhotos em uma fase inicial. Incêndios florestais podem ser previstos usando sistemas de IA. Além disso, a detecção de incêndios florestais é possível por sistemas de IA (ou seja, por meio de dados de satélite, imagens aéreas e posição do pessoal). e também podem ajudar na evacuação de pessoas durante incêndios florestais.

## Recepção

### Benefícios
A regulação algorítmica deve ser um sistema de governança em que dados mais exatos, coletados dos cidadãos por meio de seus dispositivos inteligentes e computadores, são usados para organizar com mais eficiência a vida humana como um coletivo. Como a Deloitte estimou em 2017, a automação do trabalho do governo dos EUA poderia economizar 96,7 milhões de horas federais anualmente, com uma economia potencial de US$ 3,3 bilhões; na extremidade superior, isso sobe para 1,2 bilhão de horas e economia anual potencial de US$ 41,1 bilhões.

### Críticas
Existem riscos potenciais associados ao uso de algoritmos no governo. Isso inclui algoritmos que se tornam suscetíveis a vieses, falta de transparência em como um algoritmo pode tomar decisões e a responsabilidade por tais decisões.
Há também uma séria preocupação de que o jogo por parte das partes reguladas possa ocorrer, uma vez que mais transparência é trazida à tomada de decisão pela governança algorítmica, as partes reguladas podem tentar manipular seu resultado em seu próprio favor e até mesmo usar o aprendizado de máquina adversário. De acordo com Harari, o conflito entre democracia e ditadura é visto como um conflito de dois sistemas diferentes de processamento de dados - IA e algoritmos podem levar a vantagem para o último, processando enormes quantidades de informações centralmente.
Em 2018, a Holanda empregou um sistema algorítmico SyRI (Systeem Risico Indicatie) para detectar cidadãos considerados de alto risco para cometer fraudes sociais, que discretamente sinalizou milhares de pessoas para os investigadores. Isso causou um protesto público. O tribunal distrital de Haia encerrou a SyRI referindo-se ao artigo 8 da Convenção Europeia dos Direitos do Homem (CEDH).
Os contribuintes do documentário iHuman de 2019 expressaram apreensão sobre a possibilidade de "ditaduras infinitamente estáveis" criadas pelo governo IA.
Em 2020, algoritmos que atribuem notas de exames a alunos no Reino Unido geraram protestos abertos sob o lema "Foda-se o algoritmo". Este protesto foi um sucesso e as notas foram retiradas.

#### Viés de algoritmos e transparência
Uma abordagem inicial para a transparência incluiu o código aberto de algoritmos. O código do software pode ser auditado e melhorias podem ser propostas por meio de recursos de hospedagem de código-fonte.

### Opinião pública
Uma pesquisa de 2019 feita pelo Centro para a Governança da Mudança da Universidade IE, na Espanha, mostrou que 25% dos cidadãos de países europeus selecionados são parcial ou totalmente a favor de permitir que uma inteligência artificial tome decisões importantes sobre o funcionamento de seu país. A tabela a seguir mostra os resultados detalhados:
| País        | Porcentagem |
| ----------- | ----------- |
| França      | 25%         |
| Alemanha    | 31%         |
| Irlanda     | 29%         |
| Itália      | 28%         |
| Holanda     | 43%         |
| Portugal    | 19%         |
| Espanha     | 26%         |
| Reino Unido | 31%         |